# Proletarski (jútor, Imeni M. Gorkogo, Kavkázskaya, Krasnodar)
Proletarski (del ruso: Пролетарский) es un jútor del raión de Kavkázskaya del krai de Krasnodar, en el sur de Rusia. Está situado en la orilla derecha del río Chelbas, 18 km al nordeste de Kropotkin y 146 km al nordeste de Krasnodar, la capital del krai. Tenía 75 habitantes en 2010.
Pertenece al municipio Imeni M. Gorkogo.